# Gevensleben
Gevensleben település Németországban, azon belül Alsó-Szászország tartományban. Lakosainak száma 612 fő (2023. december 31.). Gevensleben Jerxheim és Ingeleben községekkel határos.

## Népesség
A település népességének változása:
| Lakosok száma | 632  | 633  | 646  | 614  | 608  | 612  |
|               | 2016 | 2017 | 2019 | 2021 | 2022 | 2023 |